# Pavol Kurhajec
Pavol (Paul) Kurhajec (30. prosince 1941 Bratislava) je bývalý československý sportovní plavec a moderní pětibojař. Civilním povoláním dentista.
Narodil se do rodiny bratislavského gynekologa Theodora Kurhajce. Jeho matka německé národnosti Johanna v mládí závodně plavala. Společně se svým starším bratrem Petrem začínal jako moderní pětibojař v klubu Žižka Bratislava. Od roku 1961 se však začal specializovat na jednu z disciplín moderního pětiboje plavání ve vysokoškolském plaveckém klubu Slávia. Jeho hlavní tratí se stal olympijských 200 m motýlek.
V roce 1962 startoval na mistrovství Evropy ve východoněmeckém Lipsku, kde na 200 m motýlek nepostoupil z rozplaveb do dalších bojů. Na pozim 1963 nastoupil základní vojenskou službu do sportovní roty při Dukle Praha, ale v olympijské sezóně 1964 do kvalifikace na olympijské hry v Tokiu nezasáhl.
V šedesátých letech dvacátého století z Československa emigroval. Usadil se v Rakousku nedaleko Vídně v obci Gaweinstal, kde si otevřel zubní ordinaci. V roce 2005 odešel do důchodu.